# Роман Углицький
Рома́н Володи́мирович, святий і благовірний князь Углицький (*10 жовтня 1225/1235 — † 3 лютого 1283/1285) — руський князь, православний святий, син князя Володимира Углицького.

## Біографія
Жив у важкі для Русі часи татарського панування. Він був ще дитиною, коли Батий вторгся на землі Русі. Батько Романа, князь Володимир, залишив Углич і відправився до Новгорода, де поневірявся із сім'єю близько 8 років. Потім він повернувся до Углича і, з'їздивши до Орди, отримав від хана ярлик на свою вотчину.
Після смерті Володимира Костянтиновича князем углицьким став його старший син Андрій, який, однак, незабаром помер. У 1261 році в управління князівством вступив Роман.
Вихований в правилах благочестя, пройшовши в юності сувору школу життя і тривог, благовірний князь Роман був істинним батьком для своїх підданих — особливо вдів та сиріт. Овдовівши, він присвятив себе виключно ділам благочестя.
Помер Святий 3 лютого 1285 року. Тіло князя Романа було покладено в углицькій церкві Преображення.

## Прославлення
Через двісті один рік, у 1486 році, при будівництві нового соборного храму було віднайдено нетлінні мощі князя Романа. За розпорядженням патріарха Йова, мощі були знову засвідчені Казанським митрополитом Гермогеном у 1595 чи 1605 році. Збереглися свідоцтва описів чудес Романа. Чудотворіння від мощей почалися 3 лютого 1605 року, і тоді ж Казанський митрополит перевіряв мощі, а Семен Олферів з ченцем Сергієм написали «житіє», стихирі і канони.
У 1609 році Преображенський Собор спалено поляками. Тепер мощі благовірного князя зберігаються в особливому приділі, присвяченому його імені. 16 лютого — день пам'яті святого Романа Углицького у православній церкві.